# いつまでも白い羽根
『いつまでも白い羽根』（いつまでもしろいはね）は、藤岡陽子の小説。
2018年にはテレビドラマ化された。

## 書誌情報
- 藤岡陽子『いつまでも白い羽根』
  - 2009年6月23日発売、光文社（単行本）、ISBN 978-4-33-492667-0
  - 2013年2月13日発売、光文社文庫、ISBN 978-4-33-476532-3

## テレビドラマ
2018年4月7日から5月26日まで「オトナの土ドラ」枠で放送された。主演は本作がドラマ初主演となる新川優愛。

### キャスト
木崎瑠美（きざき るみ）
演 - 新川優愛（幼少期：上杉美風）
看護学生。大学受験に失敗し、恵林医科大学附属看護専門学校に通う。看護師になりたいという願望は特になかったが、最終話では国家試験にも合格し、卒業式では代表で答辞を読んだ。
山田千夏（やまだ ちなつ）
演 - 伊藤沙莉
瑠美と看護学校同級生で同班、看護記録の改竄を指導看護師に命じられたが反発し、最終話で退学する。
佐伯典子（さえき のりこ）
演 - 酒井美紀
主婦。瑠美、千夏と同じ班に配属されている。二児の母。離婚により休学するが、最終話で復学する。
遠野藤香（とおの ふじか）
演 - さとうほなみ
13歳の時に妹（演 - 保榮茂愛）が手術ミスで死ぬも、病院側を訴えることができず、ボロボロになった両親は離婚、家庭崩壊後その執刀医を探し出し復讐するため、看護学校に入学した。第6話に於いて、妹の手術ミスを犯した執刀医が番匠（当時：北村）であることに気付いていた事が判明した。最終話で番匠と共に事故死する。
日野瞬也（ひの しゅんや）
演 - 瀬戸利樹
千夏の幼馴染み。瑠美の事が好き。
菱川拓海（ひしかわ たくみ）
演 - 清原翔
瑠美の初恋相手で瑠美達の実習病院と同じ系列病院の小児科医。
山田健司（やまだ けんじ）
演 - 柳沢慎吾
千夏の父で中華料理店の店主。
山田美幸（やまだ みゆき）
演 - 八木優希
千夏の妹。
木崎智子（きざき ともこ）
演 - 榊原郁恵
瑠美の母。スーパーでパートをしている。
木崎信吾（きざき しんご）
演 - 春田純一
瑠美の父。かつては薬品会社で働いていたが鬱になったため退社し、今は焼き肉店で働いている。
番匠光太郎（ばんしょう こうたろう）
演 - 加藤雅也
恵林医科大学附属看護専門学校学園長。元の姓は北村。かつて遠野の妹を執刀し手術ミスで死亡させた過去を持つ（第6話）。遠野の妹の医療ミスの件で看護学校を追われ、最終話で遠野と共に事故死する。ドラマオリジナルのキャラクターである。
岩谷ゆり子（いわたに ゆりこ）
演 - 角替和枝
恵林医科大学附属看護専門学校副校長。
波多野みどり（はたの みどり）
演 - 宍戸美和公
瑠美や千夏の担任。
池尻奈々子（いけじり ななこ）
演 - 大和悠河
瑠美や千夏の先輩。
横井ちえ（よこい ちえ）
演 - 真凛
瑠美と看護学校同級生で同班｡
風岡ひより（かざおか ひより）
演 - 堺小春
瑠美と看護学校同級生で同班｡
高村楓（たかむら かえで）
演 - 加弥乃
瑠美と看護学校同級生で同班｡
佐伯あや（さえき あや）
演 - 有坂友結
佐伯の娘｡
佐伯まい（さえき まい）
演 - りり花
佐伯の娘｡
新井蒼真（あらい そうま）
演 - 沢村玲
瑠美と看護学生同級生で同班。
藤本陽樹（ふじもと はるき）
演 - 若林拓也
瑠美と看護学生同級生で同班。
真島貴弘（まじま たかひろ）
演 - 渡辺翔太（Snow Man）
瑠美と看護学生同級生で同班。
落合誠二（おちあい せいじ）
演 - 高橋努
瑠美と菱川の先輩で看護学生。
早見駿（はやみ しゅん）
演 - 松本大志
瑠美と看護学生同級生で同班。

#### ゲスト
第1話
遠野の不倫相手
演 - 山本修夢
千夏の友人
演 - 浦まゆ
第3話
篠原絵里（しのはら えり）
演 - 黒澤はるか
看護師。
佐伯順（さえき じゅん）
演 - 大沢健（第4話、第5話）
佐伯の夫。
千田仙蔵（せんだ せんぞう）
演 - 笹野高史（幼少期：海津陽）（第4話）
瑠美が初めて担当した患者。
千田一雄（せんだ かずお）
演 - 石原善暢（第4話）
仙蔵の息子。
千田京子（せんだ きょうこ）
演 - 倉田悠貴
仙蔵の母。
花房チヨ（はなぶさ ちよ）
演 - 池本愛唯（第4話）
第5話
後藤彩花（ごとう あやか）
演 - 巻野わかば（第6話）
瑠美が担当した産婦人科入院患者。
第6話
八木友香（やぎ ゆうか）〈8〉
演 - 住田萌乃（第7話、最終話）
瑠美が担当した小児科入院患者。
翔（しょう）
演 - 吉田奏佑
第7話
林（はやし）
演 - 西慶子（最終話）
千夏の指導を担当した小児科看護師。
最終話
寺内誠司（てらうち せいじ）
演 - 佐野史郎
同枠の次回作の主人公で、病院に訪れていた男性。

### スタッフ
- 原作 - 藤岡陽子『いつまでも白い羽根』（光文社文庫）
- 脚本 - 小松江里子、泉澤陽子
- 演出 - 阿部雄一、谷川功、島崎敏樹
- 音楽 - まらしぃ
- 主題歌 - 感覚ピエロ「一瞬も一生もすべて私なんだ」(JIJI RECORDS)

　挿入歌 - 感覚ピエロ「無い ナイ 7i」
- 企画 - 横田誠（東海テレビ）
- プロデューサー - 市野直親（東海テレビ）、島崎敏樹（泉放送制作）、壁谷悌之（泉放送制作）
- 制作著作 - 泉放送制作
- 制作 - 東海テレビ

### 放送日程
| 各話   | 放送日  | サブタイトル                          | ラテ欄                                              | 脚本       | 演出     |
| ------ | ------- | ------------------------------------- | --------------------------------------------------- | ---------- | -------- |
| 第1話  | 4月07日 | もう辞める?                           | 看護師の卵たちの汗と涙の青春物語!                   | 小松江里子 | 阿部雄一 |
| 第2話  | 4月14日 | 君の人生に"響くもの"はある?           | 君の響くものは何? 同級生の衝撃過去!                 | 小松江里子 | 阿部雄一 |
| 第3話  | 4月21日 | 誰かを憎いと思ったことはありますか?   | 何で私だけ? 初めての担当は暴言患者!                 | 泉澤陽子   | 谷川功   |
| 第4話  | 4月28日 | 本当の自分をわかっていますか?         | 涙こらえて… 患者の死が教える命の意味                | 泉澤陽子   | 谷川功   |
| 第5話  | 5月05日 | あなたには守りたい人はいますか?       | 迷える天使の卵たち 私は間違ってない!                | 小松江里子 | 阿部雄一 |
| 第6話  | 5月12日 | 愛された記憶ありますか?               | 迷い、決意、闇 今最後の実習が始まる                 | 小松江里子 | 谷川功   |
| 第7話  | 5月20日 | どうしようもないことに向き合えますか? | 揺れる心、最大の試練… 希望と絶望と                  | 小松江里子 | 島崎敏樹 |
| 最終話 | 5月26日 | あなたの羽根は何色ですか?             | あなたは真っ白なままでいて｡ 笑顔の選択 万感の卒業式 | 小松江里子 | 阿部雄一 |

- 第3話は、「土曜プレミアム」の15分後拡大のため、15分繰り下げ、23時55分 - 翌0時50分に放送された。
- 第7話は、前夜（19日）の「土曜プレミアム」放送のため20分繰り下げ、0時00分 - 0時55分に放送された（日曜放送）。

| 東海テレビ制作・フジテレビ系 オトナの土ドラ                      | 東海テレビ制作・フジテレビ系 オトナの土ドラ   | 東海テレビ制作・フジテレビ系 オトナの土ドラ |
| 前番組                                                           | 番組名                                        | 次番組                                      |
| ---------------------------------------------------------------- | --------------------------------------------- | ------------------------------------------- |
| 家族の旅路 家族を殺された男と殺した男 （2018年2月3日 - 3月24日） | いつまでも白い羽根 （2018年4月7日 - 5月26日） | 限界団地 （2018年6月2日 - 7月28日）         |